# Erica oblongiflora
Erica oblongiflora är en ljungväxtart som beskrevs av George Bentham. Erica oblongiflora ingår i släktet klockljungssläktet, och familjen ljungväxter. Inga underarter finns listade i Catalogue of Life.

## Bildgalleri

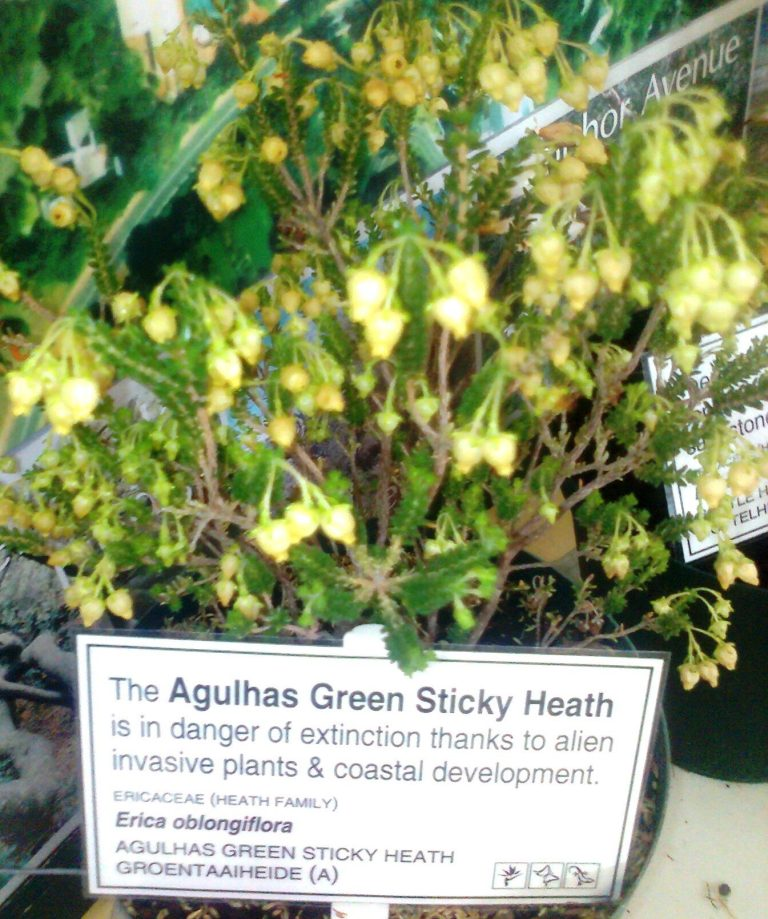